# Lodalskåpa
Le Lodalskåpa est une montagne située dans le comté de Vestland, dans l'Ouest norvégien. La montagne est un nunatak, constituant à 2 083 m d'altitude le point culminant du glacier Jostedalsbreen. Le nom signifie le « manteau » (kåpe) de Lodalen, ce dernier terme signifiant la « vallée » (dalen) de la « prairie » (lo). Le terme « manteau » se réfère au glacier.